# Lepidiota marginipennis
Lepidiota marginipennis är en skalbaggsart som beskrevs av Moser 1913. Lepidiota marginipennis ingår i släktet Lepidiota och familjen Melolonthidae. Inga underarter finns listade i Catalogue of Life.